# Artur Babiarz
Artur Zygmunt Babiarz (ur. 1977) – polski naukowiec, nauczyciel akademicki i profesor nauk inżynieryjno-technicznych, specjalizujący się, m.in. w sterowalności i obserwowalności układów dynamicznych, planowaniu ruchów robotów, modelowaniu matematycznym układów dynamicznych oraz sterowalności i stabilności układów dynamicznych ułamkowego rzędu. Od 2006 r. związany z Wydziałem Automatyki, Elektroniki i Informatyki Politechniki Śląskiej w Gliwicach.

## Działalność badawcza
Działalność badawcza profesora dotyczy kilku obszarów tematycznych. W pierwszym z nich badania rozpoczął w trakcie prac nad doktoratem, a dotyczył on modelowania ruchu robotów manipulacyjnych za pomocą krzywych sklejanych. Następnym obszarem zainteresowań prof. Artura Babiarza były układy z przełączeniami, a dokładnie badanie sterowalności układów z przełączeniami zależnymi od stanu układu dynamicznego oraz sterowalności wyjściowej układów z przełączeniami. W obszarze badań nad sterowalnością układów dynamicznych prof. Babiarz jest współautorem prac przeglądowych dotyczących różnych typów sterowalności układów semiliniowych opisanych równaniami standardowymi z zastosowaniem twierdzenia Schaudera oraz twierdzenia Banacha o punkcie stałym. Kolejny zakres działalności naukowej prof. Artura Babiarza obejmuje problem lokowalności spektrum Lapunowa. 
Prof. Artur Babiarz odbył staże naukowe w Institute of Mathematics, Vietnam Academy of Science and Technology, Hanoi, Wietnam oraz dwukrotnie przebywał w The Center for Dynamics, Technische Universität Dresden w Niemczech. Pobyt w Wietnamie koncentrował się na pracy dotyczącej zagadnień własności dynamicznych układów sterowania. W trakcie tego stażu została nawiązana współpraca z zespołem dr Doan Thai Son, w wyniku której powstały liczne prace naukowe związane z układami ułamkowego rzędu oraz z opisem własności dyskretnych liniowych układów dynamicznych ze zmiennymi współczynnikami. Podczas dwóch staży naukowych w Dreźnie prowadził wspólnie z prof. Stefanem Siegmundem prace z zakresu opisu dyskretnych układów ułamkowego rzędu w przestrzeni Hilberta, a także badania nad opisem własności asymptotycznych dyskretnych układów ułamkowego rzędu oraz stabilizowalności dyskretnych liniowych układów dynamicznych ze zmiennymi współczynnikami. 
Późniejsze zainteresowania badawcze prof. Artura Babiarza dotyczyły problemów lokalizacji robotów mobilnych oraz wykorzystania uczenia maszynowego w planowaniu ruchu robotów. Profesor Babiarz jest autorem bądź współautorem ponad 120 publikacji naukowych. Aktywnie uczestniczył w pracach naukowo-badawczych w wielu projektach finansowanych przez Narodowe Centrum Badań i Rozwoju (NCBiR) oraz Narodowe Centrum Nauki (NCN).

## Działalność dydaktyczna
Prof. Artur Babiarz ma bardzo bogaty dorobek dydaktyczny, obejmujący przygotowanie materiałów i prowadzenie zajęć na Politechnice Śląskiej, na studiach inżynierskich, magisterskich i doktoranckich. W ramach działalności dydaktycznej prof. Artur Babiarz jest autorem programów nauczania przedmiotów prowadzonych na kierunku Automatyka i Robotyka w byłym Instytucie Automatyki, a obecnie Katedrze Automatyki i Robotyki Politechniki Śląskiej, m.in.: Podstawy Automatyki, Podstawy Sterowania Robotów, Planowanie Ruchu Robotów, Podstawy Robotyki, Modele i Systemy Sterowania w Robotyce, Metody Sztucznej Inteligencji oraz Teoria Sterowania. Prowadził również wykład Teoria Układów Niecałkowitego Rzędu w Automatyce na studiach doktoranckich na Wydziale Automatyki, Elektroniki i Informatyki Politechniki Śląskiej w Gliwicach. Brał czynny udział w organizacji Laboratorium Robotyki, pełnił funkcję mentora w programie „Rozwiń skrzydła” w Politechnice Śląskiej, był opiekunem ponad 100 prac inżynierskich i magisterskich.

## Działalność organizacyjna i ekspercka
Profesor Babiarz aktywnie współpracuje z otoczeniem gospodarczym, m.in. z firmą InPro electric w zakresie robotyki przemysłowej, a w przeszłości również z firmami Wasko S.A., Flytronic i SR Robotics. Od roku 2016 pełni funkcję Redaktora Działowego w czasopiśmie Bulletin of the Polish Academy of Sciences: Technical Sciences. W latach 2020 – 2023 pełnił funkcję Przewodniczącego Polskiego Oddziału IEEE Control Systems Society.

## Nagrody i osiągnięcia
Prof. Artur Babiarz był wielokrotnie nagradzany nagrodami zespołowymi za działalność naukową i dydaktyczną przez Rektora Politechniki Śląskiej. Zdobył także trzecie miejsce w 36. edycji konkursu im. prof. Mieczysława Pożaryskiego (ABB Award) w Łódzi.